# Schrankia taona
Schrankia taona là một loài bướm đêm trong họ Erebidae.